# Hymenancora exigua
Hymenancora exigua är en svampdjursart som först beskrevs av James Barrie Kirkpatrick 1907.  Hymenancora exigua ingår i släktet Hymenancora och familjen Myxillidae. Inga underarter finns listade i Catalogue of Life.